# Кетіна (комуна, Бузеу)
Кетіна (рум. Cătina) — комуна у повіті Бузеу в Румунії. До складу комуни входять такі села (дані про населення за 2002 рік):
- Валя-Кетіней (543 особи)
- Зелетін (215 осіб)
- Кетіна (855 осіб) — адміністративний центр комуни
- Корбу (874 особи)
- Слобозія (223 особи)

Комуна розташована на відстані 95 км на північ від Бухареста, 47 км на захід від Бузеу, 140 км на захід від Галаца, 63 км на південний схід від Брашова.

## Населення
За даними перепису населення 2002 року у комуні проживали 2710 осіб.
Національний склад населення комуни:
| Національність | Кількість осіб | Відсоток |
| -------------- | -------------- | -------- |
| румуни         | 2511           | 92,7%    |
| цигани         | 198            | 7,3%     |
| угорці         | 1              | < 0,1%   |

Рідною мовою назвали:
| Мова      | Кількість осіб | Відсоток |
| --------- | -------------- | -------- |
| румунська | 2699           | 99,6%    |
| циганська | 10             | 0,4%     |
| угорська  | 1              | < 0,1%   |

Склад населення комуни за віросповіданням:
| Релігія     | Кількість осіб | Відсоток |
| ----------- | -------------- | -------- |
| православні | 2660           | 98,2%    |
| адвентисти  | 48             | 1,8%     |
| реформати   | 1              | < 0,1%   |
| атеїсти     | 1              | < 0,1%   |

## Зовнішні посилання
- Дані про комуну Кетіна на сайті Ghidul Primăriilor [Архівовано 14 Червня 2010 у Wayback Machine.]